# لانتانا رأس الرجاء
لانتانا رأس الرجاء (الاسم العلمي: Lantana capensis) هي نوع نباتي يتبع جنس اللانتانا من فصيلة اللويزية.